# Emma Kolbe

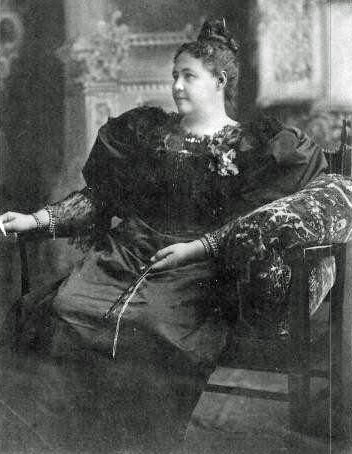
Emma Kolbe, genannt Queen Emma, 1896 in San Francisco.

Emma Eliza Kolbe, geboren als Emma Eliza Coe, später durch Heirat Emma Eliza Forsayth, dann Emma Eliza Farrell, auch Queen Emma genannt (* 26. September 1850 auf Savaiʻi – nach anderen Quellen in Apia auf Upolu – Samoa; † 21. Juli 1913 in Monte Carlo), war eine samoanisch-amerikanische Geschäftsfrau und Plantagenbesitzerin. Sie war eine der wohlhabendsten, aber auch skandalösesten Unternehmerinnen ihrer Zeit und speziell im Südseeraum.

## Leben

### Herkunft, frühe Jahre und erste Ehe
Emmas Vater, Jonas Myndersse Coe (1823–1891), war 1837 als Walfänger nach Samoa gekommen und war dort später als Konsul der US-Regierung tätig. In zweiter Ehe hatte er die Prinzessin Le’utu Joana Talelatale Malietoa geheiratet. Als deren zweitgeborene Tochter wurde sie auf den Namen „Emma Eliza“ getauft. Aus insgesamt sechs Ehen ihres Vaters gingen über 18 Kinder hervor.
Emma besuchte eine katholische Missionsschule in Apia und wechselte 1860 an das Subiaco Konvent in Parramatta bei Sydney, bevor sie 1864 einen fünfjährigen Ausbildungsaufenthalt in San Francisco absolvierte.
1869 kehrte sie nach Samoa zurück und heiratete im Oktober des gleichen Jahres den britischen Schiffskapitän James Forsayth. Dieser starb bald darauf bei einem Schiffsunglück im Chinesischen Meer. Mit Forsayth hatte sie einen Sohn: J.M.C „Coe“ Forsayth (* ca. 1870), der später Vater des schottischen Rugby-Nationalspielers Hector Henry Forsayth (* 1899) wurde.
1878 heiratete sie, nach einer Affäre mit dem amerikanischen Oberst Albert Barnes Steinberger, den australischen Kapitän und Abenteurer Thomas Farrell. Dieser war als Geschäftsmann auf den Marshallinseln tätig, musste aber 1877 Konkurs anmelden und kam kurze Zeit später nach Samoa. In der Folge waren Emma und ihr Mann für die 1878 gegründete Deutsche Handels- und Plantagengesellschaft (DHPG) auf Samoa tätig und wechselten kurz darauf, auch um ihren Gläubigern zu entkommen, wieder im Dienst der DHPG nach Mioko, einer kleinen Insel in der Duke-of-York-Inselgruppe im Bismarck-Archipel.

### Neuguinea
Auf Mioko erwarb das Paar schnell auch eigenen Grundbesitz und Farrell baute ein eigenes Plantagen-Unternehmen auf.
1882 wurden Farrell und Emma in die sog. De-Rays-Expedition des französischen Marquis Charles de Rays verstrickt. Dieser hatte in Europa Kolonisten für die geplante Gründung einer Kolonie Neu-Frankreich auf der Insel Neuirland angeworben. Die Gründung der Kolonie misslang allerdings wegen der völlig unzureichenden Ausrüstung und Ausbildung der Kolonisten, und eines ihrer Schiffe, die Gentil, ging schließlich mit einer Anzahl überlebender Kolonisten vor Mioko vor Anker. Nach dem mysteriösen Tod des Schiffskapitäns Captain Rabardy im Haus der Farrells auf der Insel erbot sich Farrell, das Schiff der Kolonisten nach Australien zu führen. Die Reise begann am 20. März 1882 und endete am 2. Juni 1883 in Sydney. Farrell kehrte kurz danach zurück. Inzwischen, am 2. Oktober 1882, war auch Emmas Schwager, der deutsche Plantagenbesitzer Richard Parkinson (1844–1909), der 1879 Emmas Schwester Phebe Coe (1863–1944) geheiratet hatte, auf der Insel eingetroffen. In der Folge wurden sowohl Parkinson als auch seine Frau für die Unternehmungen Farrells und Emmas tätig.
Mioko war für Emma und Farrell der Ausgangspunkt einer rasanten ökonomischen Expansion, die mit zum Teil illegalen und skrupellosen Mitteln vorangetrieben wurde. Als die Inselgruppe, nun Neulauenburg genannt, im November 1884 Bestandteil der deutschen Kolonie Deutsch-Neuguinea wurde, stellte der deutsche Bevollmächtigte Gustav von Oertzen zu seinem Erstaunen fest, dass der größte Teil des fruchtbaren Landes bereits im Besitz einer gewissen Emma Forsayth-Coe war (wegen ihres enormen Landbesitzes und ihrer herrischen Art „Queen Emma“ genannt). Zu den deutschen Würdenträgern der jungen Kolonie unterhielt Emma beste Verbindungen und so konnte, bevor 1890 Herbertshöhe auf Neubritannien Sitz der deutschen Kolonialverwaltungsbehörden wurde, Mioko als zentraler Ort des Schutzgebietes bezeichnet werden, in dem Emma mit opulenten Partys das gesellschaftliche Leben bestimmte.
Der Landbesitz von Emma und Farrell umfasste im November 1884 5000 Hektar und reichte bis nach Buka, Vitu, Nissan und Bougainville. Die Vertreter der deutschen Handels- und Plantagenunternehmen, so etwa des Neuguinea-Konsortiums, betrachteten dies mit Argwohn, da das Ehepaar Farrell einen uneinholbaren Wettbewerbsvorteil besaß und die Geschäfte der Deutschen weit weniger erfolgreich liefen.

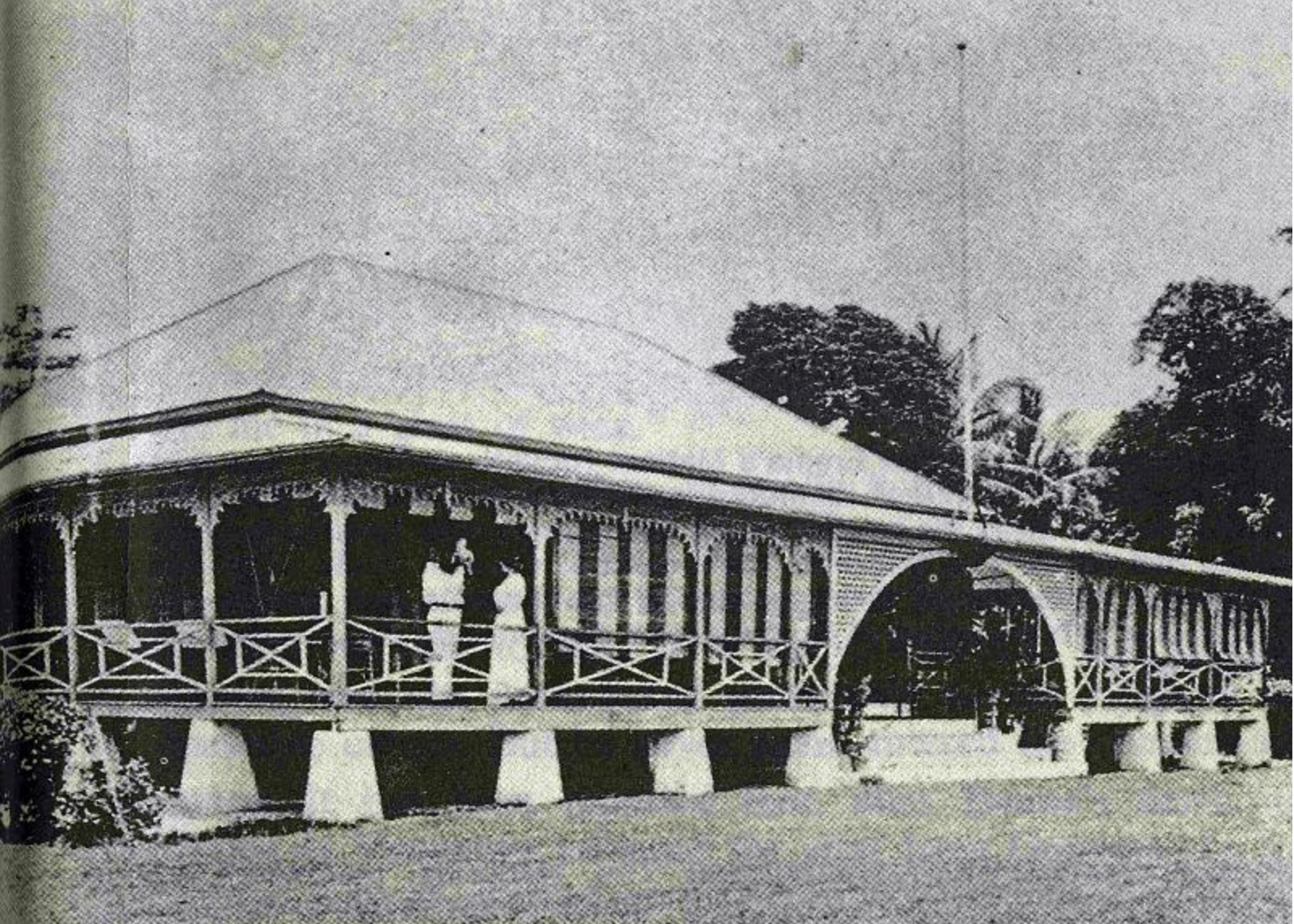
Gunantambu, Haupthaus, 1913

Im Sommer 1886 ließ Emma etwas westlich von Herbertshöhe auf ihrem Besitz Ralum das Anwesen Gunantambu errichten, das am 6. März 1887 mit einer dreitägigen Party eingeweiht wurde und nun den Hauptsitz der Familie darstellte.

### „Queen Emma“
1888 starb Emmas Mann in Sydney und sie führte seine Firma als Alleinerbin unter ihren Vornamen und dem Namen ihres ersten Ehemannes als E. E. Forsayth & Co. weiter. Zu dieser Zeit wurde Emma zunehmend als „Queen Emma“ bekannt.
1889 beschäftige Emma 1200 eingeborene Arbeiter und 50 Weiße auf etwa 12.000 Hektar Landbesitz. Es folgen mehrere Schicksalsschläge: Emmas Bruder John Coe wurde auf den Nuguria-Inseln von Eingeborenen ermordet; ihren Liebhaber Augustino Stalio, der auf eine Strafexpedition dorthin entsandt wurde, ereilte im September 1892 das gleiche Schicksal.

### Dritte Ehe

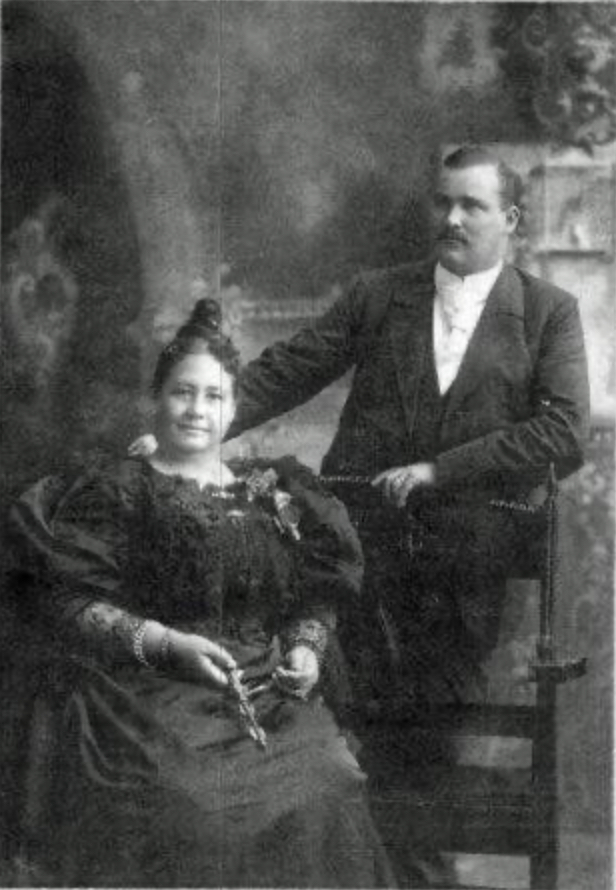
Emma und Paul Kolbe, San Francisco, 1896

Am 24. Februar 1894 heiratete Queen Emma den Deutschen Paul Kolbe (1865–1913), Stationsvorsteher des Bezirks Bismarckarchipel und Salomoninseln in der Kolonie Deutsch-Neuguinea. Er hatte seinen Vertrag gerade gekündigt, da er in mehrere Unregelmäßigkeiten und angebliche Unterschlagungen verwickelt war. In der Folge reiste das Paar nach Samoa, Australien, in die USA und nach Europa, wo Kolbe in Hannover seine Mutter besuchte, aber auch mehrfach von deutschen Behörden vorgeladen wurde. Emma reiste daher ohne ihren Ehemann nach Neuguinea zurück, der ihr erst im September 1895 folgte. 1897 nahm sie ihren Sohn John Myndersse Coe Forsayth in ihre Firma auf.

### Verkauf des Unternehmens und späte Lebensjahre
Emma drohte mittlerweile durch eine fortschreitende Zuckerkrankheit zu erblinden, weswegen sie in Deutschland und in San Francisco mehrfach Augenärzte aufsuchte. Um 1900 eröffnete sie in Herbertshöhe das Hotel Fürst Bismarck, dem aber nur wenig wirtschaftlicher Erfolg beschieden war, obwohl es das einzige große Hotel der Kolonie darstellte. 1910 wurde es geschlossen. Seit etwa 1900 wollte Emma, wohl hauptsächlich wegen ihrer angeschlagenen Gesundheit, ihre Besitzungen verkaufen.
Es kam zu weiteren Eskapaden ihres Ehemanns, den Emma nie zum Teilhaber ihrer Firma gemacht hatte; unter anderem wurde er 1904 von dem deutschen Kolonialgouverneur Albert Hahl wegen Urkundenfälschung zu einer Gefängnisstrafe verurteilt. Ab 1905 unternahm das Ehepaar weitere Reisen nach Europa.
Nach fast neunjähriger Suche nach einem Käufer ging der Zuschlag für den Verkauf des Unternehmens E. E. Forsayth & Co. 1909 an den deutschen Kaufmann und schwedischen Konsul in Neuguinea Heinrich Rudolph Wahlen, was Emma etwa drei Millionen Mark einbrachte. Im Juli 1909 zog Emma mit ihrem Mann nach Australien und reiste zu einer Augenoperation nochmals nach Frankfurt. Am 9. Februar 1911 gab Emma anlässlich ihres Abschieds von Neuguinea eine Party auf Gunantambu und reiste 1912 wieder nach Europa. Nach ihrer Rückkehr nach Australien reiste Kolbe Ende 1912 allein nach Europa zurück. Im Mai 1913 erfuhr Emma, dass sich Kolbe trotz fortschreitender Krankheit in Europa in mehrere Liebschaften und weitere Schwierigkeiten verstrickt hatte. Emma brach daraufhin nach Europa auf und traf in Rabaul Albert Hahl, mit dem sie freundschaftlich verbunden war. Sie verabredete sich mit ihrem Mann im Hotel des Londres in Monte Carlo und traf dort am 13. Juli 1913 ein. Am 19. Juli starb Paul Kolbe dort im Beisein von Emma an einem Nierenversagen. Emma verstarb zwei Tage später.

### Rückführung nach Neuguinea
Am 6. August 1913 wurden die Leichen in Bremen eingeäschert und auf der Scharnhorst über Sydney nach Herbertshöhe überführt. Im November wurde sie auf dem Privatfriedhof von Gunantambu im Beisein von Heinrich Rudolph Wahlen und Albert Hahl beigesetzt. 1924 wurden die Urnen auf Wunsch der Hinterbliebenen auf den Old South Head Cemetery in Sydney umgebettet.
Gunantambu wurde im Zweiten Weltkrieg bei einem japanischen Luftangriff zerstört, der Friedhof und einige Nebenbauten sind erhalten.

## Wertung und Rezeption
Emma Kolbe gehörte zu den wohlhabendsten, aber auch skandalösesten Unternehmerinnen ihrer Zeit. Ihr gesellschaftlicher Aufstieg war beispielhaft: Galt sie bei ihrer Abreise aus Samoa noch als „Eingeborene“, so war sie um 1900 Mittelpunkt der feinen Gesellschaft in der Südsee. Sie unterhielt gute Kontakte zu allen Größen des deutschen Koloniallebens in der Südsee, unter anderem auch zum liberalen Gouverneur von Deutsch-Samoa, Wilhelm Solf.
Emmas Leben wurde mehrfach literarisch verarbeitet. 1965 veröffentlichte der Journalist Robert Robson eine Biographie mit dem Titel Queen Emma, The Samoan-American Girl who founded an Empire in 19th Century New Guinea, die allerdings historisch unzuverlässig ist und zum Teil rassistische und sexistische Wertungen enthält. In ähnlicher Weise charakterisiert der 1976 veröffentlichte Roman des Australiers Geoffrey Dutton mit dem Titel Queen Emma of the South Seas das Leben der Emma Kolbe. Die französische Journalistin Christel Mouchard widmete ihr 1989 eine weitere Biographie. In jüngerer Zeit wurde der Charakter Emmas in dem 2012 erschienenen Roman Imperium von dem Schweizer Autor Christian Kracht hervorgehoben, der das Leben August Engelhardts thematisiert. Der deutsche Autor Florian Illies widmete Emma eine Geschichte in seinem Werk 1913 – was ich unbedingt noch erzählen wollte, das 2018 erschien. Illies schildert hier, dass Emma erst sieben Tage nach ihrem Mann gestorben sei.
Auch eine australische Miniserie von 1988 mit dem Titel Emma – Königin der Südsee (englisch Emma: Queen of the South Seas) hatte ihr Leben zum Thema. Die Serie wurde von dem australischen Fernsehsender Network 10 aus dem Roman von Geoffrey Dutton adaptiert und von John Banas inszeniert. Die Titelrolle der Emma wurde von der amerikanischen Schauspielerin Barbara Carrera übernommen. Auch diese Produktion betont die Schönheit und Sexualität von Emma mehr als ihren Erfolg als Geschäftsfrau.